# De Technovaders
De Technovaders is een sciencefictionstripreeks waarvan de verhalen zich afspelen in hetzelfde universum als de Incal en de metabaronnen en waarin de geschiedenis van een familie centraal staat. De reeks is geschreven door Alejandro Jodorowsky en getekend door Zoran Janjetov. In het Nederlandse taalgebied werd de serie gepubliceerd tussen 1998 en 2008 door uitgeverij Arboris.

## Achtergrond
De technovaders is gegoten in een raamvertelling. De priesteres Panepha wordt verkracht door de ruimtepiraat Oulrij de Rode en baart een drieling, waaronder twee mutanten. Ze zweert wraak en besluit de rest van haar leven te wijden aan het nemen van wraak. Haar zoon Albino ontrukt zich aan het autoritaire gezag van zijn moeder en gaat naar een speciale school waar hij zich bekwaamt in de pan-technologie. Het resultaat is dat Albino een technovader wordt. 
De hoofdpersoon in deze strip is Albino. Hij wordt vergezeld door Tinigriffi, een kleine muis aan wie hij zijn gedachten toevertrouwt en die actief deelneemt aan zijn avonturen. De strip vertelt aan de ene kant de migratie van 500.000 jonge techno's, geleid door Albino, en vertelt aan de andere kant zijn memoires, de geschiedenis van zijn familie, zijn opleiding tot priester en zijn benoeming tot hoogste Technovader.

## Albums
| Nummer | Titel                               | Verschenen | Uitgeverij |
| ------ | ----------------------------------- | ---------- | ---------- |
| 1      | De lagere pan-technoschool          | 1998-2002  | Arboris    |
| 2      | De tuchtschool van Nohope           | 2000       | Arboris    |
| 3      | Planeta Games                       | 2001       | Arboris    |
| 4      | Halkattraz, de ster van de beulen   | 2003       | Arboris    |
| 5      | De sekte van de technobisschoppen   | 2004       | Arboris    |
| 6      | De geheimen van het Techno-Vaticaan | 2005       | Arboris    |
| 7      | Het perfecte spel                   | 2008       | Arboris    |
| 8      | De beloofde melkweg                 | 2008       | Arboris    |